# Domaine d'Itoigawa
Le domaine d'Itoigawa (糸魚川藩, Itoigawa-han) est un fief féodal japonais de l'époque d'Edo situé dans la province d'Echigo (actuelle préfecture de Niigata). Il était dirigé à partir du jin'ya d'Itoigawa dans l'actuelle ville d'Itoigawa par le clan Matsudaira durant la majeure partie de son histoire. Il était également connu sous le nom de domaine de Kiyosaki (清崎藩, Kiyosaki-han).

## Histoire
Itoigawa est à l'origine une partie annexe du domaine de Takada dirigé par le clan Matsudaira après l'établissement du shogunat Tokugawa. Il est séparé du domaine de Takada après les incidents des o-ie sōdō.
En 1692, Arima Kiyozumi est transféré (c'est-à-dire rétrogradé) depuis le domaine de Nobeoka jusqu'à Itoigawa en raison d'une mauvaise gestion de ses domaines qui a provoqué une révolte paysanne. Cela marque la création du domaine d'Itoigawa. Il est transféré en 1695 au domaine de Maruoka et le territoire passe sous le contrôle du shogunat Tokugawa.
Le domaine d'Itoigawa est recréé en 1699, cette fois avec un revenu de 10 000 koku pour Honda Tsukeyoshi, un ancien hatamoto. Il est transféré au domaine d'Iiyama en 1717.
Le domaine est donné à Matsudaira Naoyuki de la lignée d'Echizen-Matsudaira et dont les descendants règnent jusqu'à la restauration de Meiji.
En juillet 1871, avec l'abolition du système han, le domaine d'Itoigawa devient la préfecture d'Itoigawa qui, elle-même, est absorbée au sein de la préfecture de Niigata. Sous le gouvernement de Meiji, Matsudaira Naoyasu reçoit le titre de vicomte (shishaku) selon le système nobiliaire.

## Possessions à la fin de l'époque d'Edo
Comme la plupart des domaines japonais, Itoigawa est composé de plusieurs territoires discontinus dont la valeur kokudaka est fondée sur une estimation périodique du potentiel agricole,.
- Province d'Echigo
  - 54 villages dans le district de Kubiki
  - 43 villages dans le district d'Uonuma

## Liste des daimyōs
| #                                          | Nom                            | Règne     | Titre de courtoisie      | Rang de cour            | Kokudaka    | Notes                                     |
| ------------------------------------------ | ------------------------------ | --------- | ------------------------ | ----------------------- | ----------- | ----------------------------------------- |
| Clan Arima (tozama daimyō) 1692-1695       |                                |           |                          |                         |             |                                           |
| 1                                          | Arima Kiyozumi (有馬清純)      | 1692-1695 | Suo-no-kami (周防守)     | 5e inférieur (従五位下) | 50 000 koku | Transféré de Nobeoka, puis muté à Maruoka |
| Shogunat Tokugawa 1695-1698                |                                |           |                          |                         |             |                                           |
| Clan Honda (fudai daimyō) 1699-1717        |                                |           |                          |                         |             |                                           |
| 1                                          | Honda Sukeyoshi (本多助芳)     | 1699-1717 | Wakasa-no-kami (若狭守)  | 5e inférieur (従五位下) | 10 000 koku | Transféré à Iiyama                        |
| Clan Matsudaira (shimpan daimyō) 1717-1868 |                                |           |                          |                         |             |                                           |
| 1                                          | Matsudaira Naoyuki (松平直之)  | 1717-1718 | Omi-no-kami (近江守)     | 5e inférieur (従五位下) | 10 000 koku |                                           |
| 2                                          | Matsudaira Naoyoshi (松平直好) | 1718-1739 | Kawachi-no-kami (河内守) | 5e inférieur (従五位下) | 10 000 koku |                                           |
| 3                                          | Matsudaira Katafusa (松平堅房) | 1739-1773 | Hyuga-no-kami (日向守)   | 5e inférieur (従五位下) | 10 000 koku |                                           |
| 4                                          | Matsudaira Naotsugu (松平直紹) | 1773-1806 | Hyuga-no-kami (日向守)   | 5e inférieur (従五位下) | 10 000 koku |                                           |
| 5                                          | Matsudaira Naomasu (松平直益)  | 1806-1826 | Hyuga-no-kami (日向守)   | 5e inférieur (従五位下) | 10 000 koku |                                           |
| 6                                          | Matsudaira Naoharu (松平直春)  | 1826-1857 | Hyuga-no-kami (日向守)   | 5e inférieur (従五位下) | 10 000 koku |                                           |
| 7                                          | Matsudaira Mochiaki (松平茂昭) | 1857-1858 | Hyuga-no-kami (日向守)   | 5e inférieur (従五位下) | 10 000 koku |                                           |
| 8                                          | Matsudaira Naoyasu (松平直静)  | 1858-1871 | Hyuga-no-kami (日向守)   | 5e inférieur (従五位下) | 10 000 koku |                                           |